# تورتوگا (ونزوئلا)
جزیره تورتوگا ([Isla La Tortuga] Error: {{Lang-xx}}: متن دارای نشانه‌گذاری ایتالیک است (راهنما)) یکی از جزیره‌های غیر مسکونی ونزوئلا و بزرگترین بخش مناطق فدرال وابسته به ونزوئلا است. مساحت این جزیره ۱۵۶ کیلومتر مربع است.

## تاریخچه
مدت‌ها پیش از آغاز استعمار اسپانیا، سرخ‌پوست‌های ساحل ونزوئلا از منابع طبیعی آن از جمله نمک، ماهی و لاک‌پشت استفاده می‌کردند. مشخص نیست که نخستین بار چه کاشف اروپایی پا به جزیره گذاشته‌است. ولی نام آن از جمعیت انبوه لاک‌پشت دریایی که هر ساله برای تخم‌گذاری روی ساحل شنی جزیره وارد آن می‌شوند، گرفته شده‌است.
هلندی‌ها از سال ۱۶۲۴ تا ۱۶۳۸ برای برداشت نمک از حوضچه‌های تبخیر نمک شرق جزیره، وارد آن می‌شدند. آنان قلعه‌ای ساختند تا از تأسیسات معدن نمک خود دفاع کنند و اسپانیایی‌هایی را که به دنبال بیرون کردن آن‌ها از جزیره بودند، دفع کنند. در سال ۱۶۳۸ فرماندار اسپانیاییِ کومانا هلندی‌ها را شکست داد و تأسیسات آن‌ها را نابود کرد.
از آن پس، جزیره نامسکون و تا حد زیادی دست‌نخورده باقی ماند و تنها گروهی از ماهیگیران در فصل ماهیگیری به جزیره می‌رفتند.